# Leucania oregona
Leucania oregona är en fjärilsart som beskrevs av Smith 1902. Leucania oregona ingår i släktet Leucania och familjen nattflyn. Inga underarter finns listade i Catalogue of Life.